# Дороті Стівенсон
Дороті Стівенсон (англ. Dorothy Stevenson; нар. 0 грудня 1950) — колишня австралійська тенісистка.
Найвищим досягненням на турнірах Великого шолома були фінали в одиночному та змішаному парному розрядах.

## Фінали турнірів Великого шолома

### Одиночний розряд (1 поразка)
| Результат | Рік  | Турнір              | Покриття | Суперниця   | Рахунок  |
| --------- | ---- | ------------------- | -------- | ----------- | -------- |
| Поразка   | 1938 | Чемпіонат Австралії | Трава    | Дороті Чені | 3–6, 2–6 |

### Мікст (1 поразка)
| Результат | Рік  | Турнір              | Покриття | Партнерка    | Суперниці                     | Рахунок       |
| --------- | ---- | ------------------- | -------- | ------------ | ----------------------------- | ------------- |
| Поразка   | 1937 | Чемпіонат Австралії | Трава    | Дон Тернбулл | Нелл Голл-Гопман Геррі Гопмен | 6–3, 3–6, 2–6 |